# Darko Vujačić
Darko Vujačić (in montenegrino Дарко Вујачић; Nikšić, 10 aprile 1979) è un ex cestista e allenatore di pallacanestro montenegrino.

## Palmarès

### Giocatore
- Coppa di Romania: 1

Pitesti: 2012
- Coppa del Montenegro di pallacanestro maschile: 1

Ulcinj: 2013

### Allenatore
- Campionato albanese: 1

Vllaznia: 2014-15